# سن-ژوزف-ده-ارابل، کبک
سن-ژوزف-ده-ارابل (به فرانسوی: Saint-Joseph-des-Érables) شهری در منطقه شهری روبر-کلیش ناحیه شودییر-آپالاش در استان کبک کانادا است. در سرشماری سال ۲۰۱۱ این شهر ۴۶۰ نفر جمعیت داشته‌است و مساحت آن ۵۰٫۰۱ کیلومتر مربع است.